# Ernst von Bredow
Ernst Mat(t)hias Sylvester von Bredow (* 1. Juli 1834 in Charlottenburg; † 12. Januar 1900 in Liebenwerda) war Rittergutsbesitzer, Landrat und Mitglied des Deutschen Reichstags.

## Leben
Bredow besuchte das Friedrich-Wilhelm-Gymnasium und die Kadettenanstalt in Berlin. Er wurde 1854 Offizier, dann Adjutant beim 3. Husaren-Regiment und 1859 Brigade-Adjutant. 1864 nahm er seinen Abschied und wurde Landwirt auf Mückenberg und Retzow. Während des Deutsch-Französischen Kriegs 1870/71 wieder aktiv in den Dienst getreten, erhielt er das Eiserne Kreuz und den Bayerischen Verdienstorden. 1885 wurde er Landrat des Kreises Liebenwerda. Weiter war er Mitglied der Kommissionen für Handel, Gewerbe und Eisenbahnen und 1881 Direktor der Melioration der Schwarzen Elster durch die Kreise Kalau, Hoyerswerda, Liebenwerda und Schweinitz.
Bredow war Mitglied des Provinzial-Landtages der Provinz Sachsen und des Preußischen Abgeordnetenhauses von 1866 bis 1873.
Von 1887 bis 1893 war er Mitglied des Deutschen Reichstags für den Wahlkreis Regierungsbezirk Merseburg 1 Liebenwerda, Torgau und die Deutschkonservative Partei.
Er war verheiratet in erster Ehe mit Auguste Kessel, dann mit Margarete Kessel. Aus erster Ehe stammt der Sohn Wolf von Bredow, Rittmeister. Aus zweiter Ehe stammt der Gutserbe auf Retzow Ernst von Bredow, des Weiteren Elisabeth von Bredow, verheiratet mit dem Offizier Erich von Wunsch, und Eleonore von Bredow, die den Förster August Coß ehelichte.